# Dănilă Papp
Dănilă Papp (n. 20 mai 1868, Avram Iancu, România – d. 1950, Sibiu, România) a fost un general român, fost colonel în armata austro-ungară, din 1918 subordonat al Consiliului Dirigent al Transilvaniei, ulterior general în armata regală română. A devenit guvernator în Ținutul Mureș în timpul dictaturii carliste, apoi ambasador al Regatului României pe lângă Sfântul Scaun.

## Biografie
S-a născut la Aciuva (Aciua) (acum Avram Iancu, Bihor, România).
Între 1887-1890 a urmat cursurile Academiei Militare Tereziene de la Wiener Neustadt, primind gradul de sublocotenent în anul 1890.

## Cariera militară

### În Imperiul Austro-Ungariei

#### Perioada premergătoare Marelui Război
În 1894, locotenent-major în armata austro-ungară, a fost numit profesor la Școala Militară din Sibiu, iar din 1899 a urmat specializarea la Școala Superioară de Geniu din Viena. Apoi a fost, până în octombrie 1906, căpitan de gradul al 2-lea (a primit gradul 1 în 1908) în Regimentul Infanterie nr. 2, Alexander I. Kaiser von Russland („Alexandru I, împărat al Rusiei”) din Innsbruck. Atunci a fost transferat la direcția de geniu în Komárom, iar în octombrie 1910 la direcția generală al Statului de Geniu în Trento, unde a fost responsabil pentru îmbunătățirea fortificaților. În această funcție a fost avansat la rangul de maior la 1 noiembrie 1912. La sfârșitul lui iulie 1914, Papp a fost numit profesor la Academia Tereziană, unde avea să se afle în momentul declanșării Primului Război Mondial.

#### Primul Război Mondial

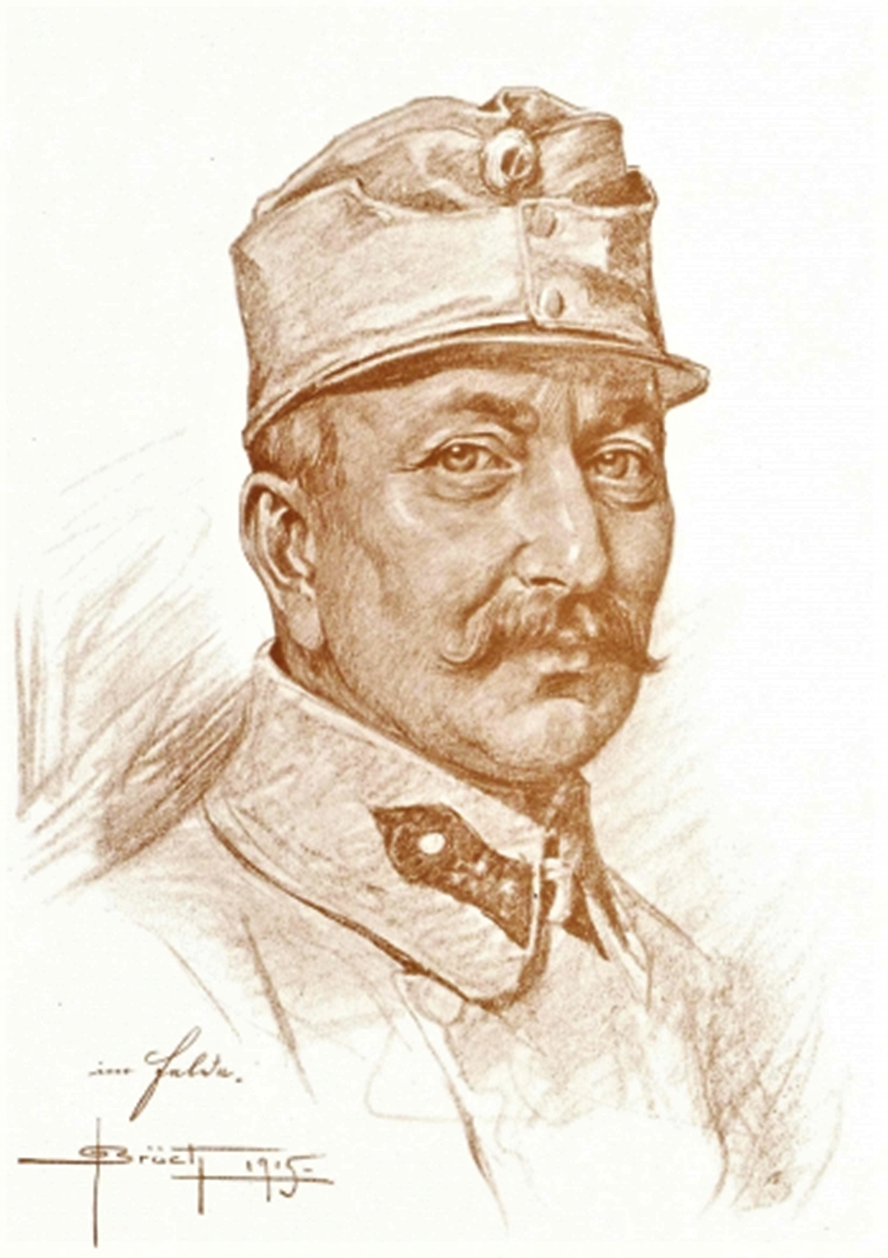
Dănila Papp ca locotenent-colonel

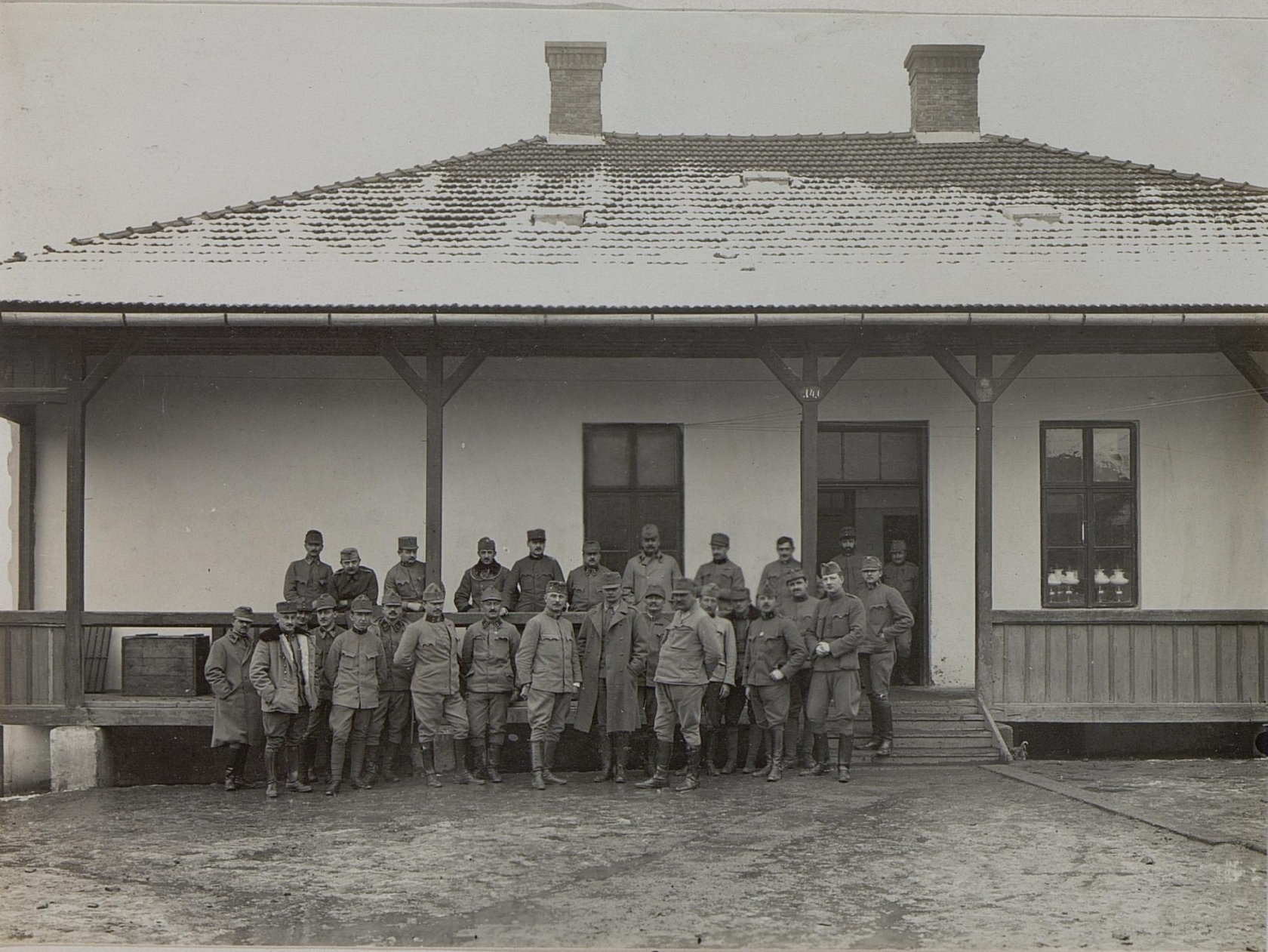
Locotenent-colonelul Papp (mijloc), comandant al brigăzii în Mahala, 1915

Acest război i-a adus un mare renume. De acea a fost mult decorat și elogiat. Astfel superiorul lui militar, generalul Karl von Pflanzer-Baltin dar de asemenea Feldmareșalul, Arhiducele Friedrich, Duce de Teschen, l-au lăudat de mai multe ori public pentru îndrăzneală, curaj și previziunea sa militară. Papp a avut în această perioadă belică mereu două funcții: ofițer și comandant pe front precum și inginer de geniu, depinzând de situația respectivă.
În anul 1914 a fost șef al Statului Major General al Diviziei 54 Infanterie austro-ungară în cadrul Grupului Pflanzer-Baltin austro-ungar.
Pentru eroica și admirabila apărare al capului de pod la Sieniawa pe lângă Râul San în septembrie 1914, maiorul a avut la dispoziție pe lângă unui batalion de vânători și de două companii geniști, doar batalioane de Landsturm și de marș, împreună cu șaptezeci de arme de câmp de proveniență mai veche.
La 1 ianuarie 1915 a fost numit șef al forțelor armate din Bucovina, primind și comanda grupului îmbolnăvitului Eduard Fischer (compus din 7 batalioane).  
Pentru comportamentul său vitejesc în timpul contraofensivei la Bătălia de la Cârlibaba (18 – 22 ianuarie 1915)  a fost avansat la gradul de locotenent-colonel în afara turului de rang „datorită serviciilor militare excelente”, la 1 martie al anului.
A participat la eliberarea orașului Cernăuți (12-17 februarie 1915), ordonând în continuare fortificarea orașului după planurile lui. Apoi, de la 15 martie până la 5 aprilie, trupele bucovinene sub comanda locotenent-colonelului au izgonit în lupte crâncene rușii din Mahala, Rarancea, Sadagura, Toporăuți și alte localități dincolo de Prut.
Deși foarte ocupat, în februarie/martie 1915, a lăsat să transforme șaua montană la Prislop într-o fortăreață aproape impenetrabilă și, de asemenea, într-o poziție în avans de prim rang în apropiere de Iacobeni care a acoperit atât trecerea peste Pasul Prislop, cât și cel peste Pasul Tihuța. Toate fortificațiile au fost vizitate și controlate de el personal.

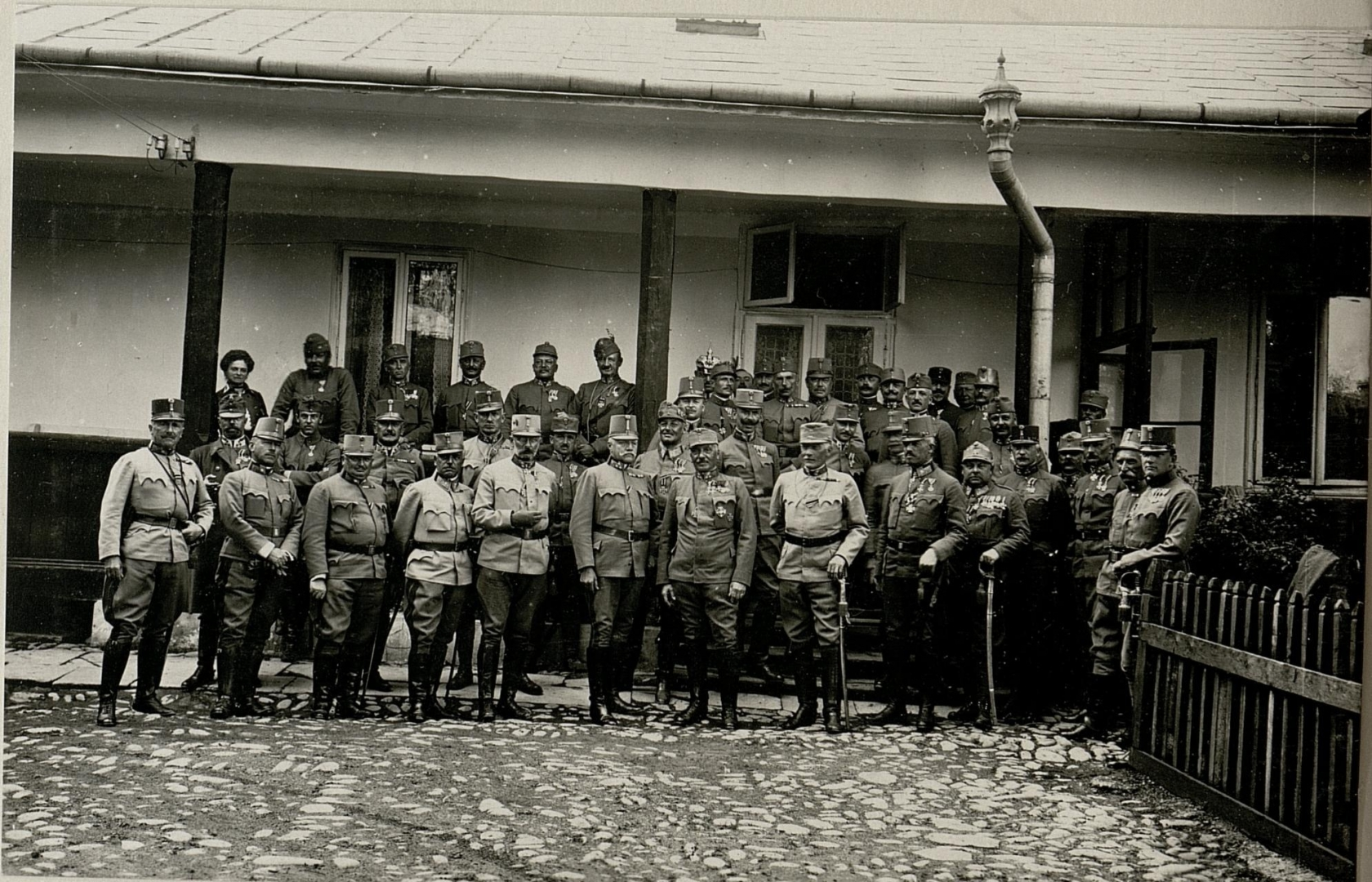
Dănilă Papp (al 3-lea din dreapta) la numirea lui Pflanzer-Baltin GO, 1916

Trupele țariste au început un nou asediu al capitalei în mai/iunie 1916. Brigada lui a fost singura care a rezistat și a apărat orașul, permițând astfel fuga ordonată a populației civile. Dar predominanța adversarului a fost zdrobitoare, iar el a fost nevoit să se retragă (18 iunie 1916). Generalul țarist Leschitzky, comandant al armatei a 9-a, știind de periculozitatea adversarului, l-a urmărit. Începând la 8 noiembrie și culminând la 8 decembrie, a fost atacat de artilerie precum de trupe inamice de soldați disproporționat de mari, respingând mai mult de 50 de atacuri. Probabil ar mai fi rezistat, dar după ce România a permis invadarea Bucovinei cu trupe noi peste granița Moldovei, nu a mai fost posibil. Astfel încleștat, a trebuit să evadeze peste Prut în fortificațiile construite de el în Carpații Orientali. De acolo a continuat lupta. Între timp, la 1 septembrie 1916, Papp, a fost numit colonel, din nou în afara turului de rang „datorită serviciilor militare extraordinare”.
A participat pentru a doua oară, împreună cu brigada lui, la eliberarea Cernăuțiului (3 august 1917) și a Bucovinei de sub jugul rusesc. Încă înainte de Tratatul de la Brest-Litovsk (3 martie 1918) armata țaristă s-a retras din Bucovina. Astfel, ultimele luni de război au rămas pentru Papp destul de liniștite.
Soldații lui l-au adorat și l-au admirat. Au spus cu o convingere fanatică: „Colonelul Papp nu poate fi lovit de nici un glonț! Colonelul Papp este invulnerabil!” Pe scurt, curajosul colonel devenise un erou modern. Dar trebuie menționat: Aderarea sa cinstită, fermă și onorabilă la etnicitatea română a subminat din păcate cariera sa militară. Astfel, de exemplu, colonelul Papp a trebuit să recucerească jumătatea Bucovinei de două ori, până ce corespondenții de război au avut voie să scrie despre el (spre deosebire de colonelul de cavalerie maghiar Tiza).

### În Regatul României
La 11 aprilie 1919 a fost promovat la gradul de general de brigadă și a primit comanda Diviziei 18 ardelene. A participat la campania antibolșevică din Ungaria din același an. 
În perioada 1 aprilie 1924 - 1 aprilie 1930 a comandat ca general corpul IV al armatei regale române (Cluj).
Regele Carol al II-lea l-a numit, în anul 1938, guvernator al Ținutului Mureș.
La 1 august 1941 a fost numit de Ion Antonescu, ministru plenipotențiar la Sfântul Scaun, până la 23 august 1944 când a fost rechemat în țară.
După evenimentele din august 1944, Dănilă Papp a fost trecut de către comuniști în rândul „dușmanilor poporului” și a fost privat de o serie de drepturi, fiind șters din registrele de pensionari pentru că „a contribuit la menținerea și sprijinirea regimului fascist dictatorial în țară”. În urma declarațiilor unora dintre prietenii și foștii săi colaboratori care au invocat onestitatea generalului Papp, autoritățile comuniste au revocat decizia de anulare a pensiei. Cu toate acestea, a rămas în vigoare măsura de limitare a unor drepturi de care ar fi putut să beneficieze ca ofițer pensionar.
A murit în anul 1950 la 82 de ani, fiind înmormântat la Sibiu.
Generalul Daniel Papp a fost una dintre cele mai tragice figuri ale istoriei românilor: Înalt ofițer în armata austro-ungară, el s-a comportat eroic și a respectat jurământul dat față de împăratul austro-ungar, chiar dacă a fost silit să lupte împotriva armatei române, dar a devenit de asemenea unul dintre ofițerii care și-au adus o contribuție importantă la Unirea Transilvaniei cu România.

## Onoruri (selecție)
- 1909: Signum Laudis la banda roșie
- 1911: Crucea de Merit Militar[24]
- 1914: Ordinul Coroana de Fier de clasa a 3-a [25]
- 1915: Cavaler al Ordinului Leopold cu decorație de război[8]
- 1915: Ordinul al Crucii de Fier de clasa a 2-a la banda alb-neagră[26]
- 1915: Ordinul Prusac al Coroanei de clasa a 3-a cu decorație de război[8]
- 1917: Ordinul Coroana de Fier de clasa a 2-a cu decorație de război și săbii[27]
- 1918: Crucea de Merit Militar de clasa a 2-a cu decorație de război și săbii[28]